# Giovanni il Maresciallo (1105-1165)
John FitzGilbert the Marshal (il Maresciallo) (1105 circa – 1165) è stato un nobile minore inglese (anglo-normanno) sotto il regno di re Stefano.

## Biografia
John FitzGilbert combatté durante la guerra civile del XII secolo a fianco dell'Imperatrice Matilda. 
Sin da almeno il 1130, e probabilmente anche prima, egli fu il maresciallo reale di re Enrico I. Alla morte di Enrico, John FitzGilbert giurò lealtà in favore di Stefano e in tale periodo gli furono assegnati i castelli di Marlborough e Ludgershall.
Assieme a Hamstead Marshal, questo gli diede il controllo della valle del fiume Kennet nel Wiltshire. 
Attorno al 1139, John cambiò fronte e giurò lealtà all'Imperatrice Matilda.
Nel settembre 1141, Matilda abbandonò l'assedio di Winchester e si rifugiò nel castello del Maresciallo a Ludgershall. Mentre ne copriva la ritirata da Winchester, Giovanni il Maresciallo fu obbligato a rifugiarsi nell'Abbazia di Wherwell. 
Gli attaccanti incendiarono l'edificio e Giovanni perse un occhio a causa del piombo fuso che gocciolava dal tetto.
Nel 1152, Giovanni ebbe un confronto leggendario con il re Stefano, che lo assediava nel castello di Newbury. 
Dopo che Giovanni ruppe un accordo di resa, Stefano minacciò di ucciderne il figlio, che Giovanni aveva dato in ostaggio. 
Giovanni rifiutò, affermando che poteva avere altri figli, ma Stefano in apparenza ebbe pietà del giovane ragazzo e non lo uccise.
Il ragazzo crebbe per poi diventare Guglielmo il Maresciallo, I conte di Pembroke, una figura leggendaria nella tradizione medievale e uno dei più potenti uomini dell'Inghilterra.
L'ufficio di conte maresciallo, che in origine era legato alla custodia dei cavalli reali e successivamente al comando delle truppe personali del re, fu ottenuto da Giovanni come titolo ereditario, che dapprima passò al suo figlio primogenito e in seguito fu rivendicato da William.
John ebbe anche una figlia, Margaret Marshal, che sposò Ralph de Somery, figlio di John de Somery e Hawise de Paynell.

## Famiglia
I genitori di Giovanni furono Gilberto, sergente reale e maresciallo di Enrico I, e sua moglie Margaret. 
Dopo la morte del padre avvenuta nel 1129, Giovanni ereditò il titolo di maresciallo del re. 
Giovanni sposò Aline Pipard, il cui padre Walter Pipard era stato un amico del padre di Giovanni. Giovanni ottenne l'annullamento del suo matrimonio con Aline Pipard per sposare Sibylla di Salisbury, la sorella di Patrizio di Salisbury, che fino a quel momento era stato un suo rivale locale, oltre che un sostenitore di re Stefano.
John ebbe due figli da Aline: Gilbert (morto nel 1166) e Walter (morto prima del 1165). 
Walter morì prima del padre e Gilbert morì poco dopo aver ereditato le terre del padre.
Il figlio maggiore che John ebbe da Sibylla di Salisbury, anch'egli chiamato Giovanni il Maresciallo (1145-1194), ereditò il titolo di Maresciallo, che detenne fino alla morte.
Quindi il titolo fu assegnato da re Riccardo Cuor di Leone al secondo figlio avuto da Sybilla, William (1147-1219), che rese il nome e il titolo celebri.
Giovanni il Maresciallo ebbe in totale quattro figli e due figlie dalla sua seconda moglie. Oltre a Giovanni e Guglielmo, vi furono Enrico (1150-12), che divenne vescovo di Exeter, e Ancel, che prestò servizio come cavaliere per conto del suo parente Rotrou, conte di Perche. 
Le due figlie erano Sybilla e Margaret.

## FitzGilbert nel romanzo storico
- John FitzGilbert the Marshal è il soggetto della novella del 2007 A Place beyond Courage di Elizabeth Chadwick.